# Wolfgang Kunert (Politiker, 1954)

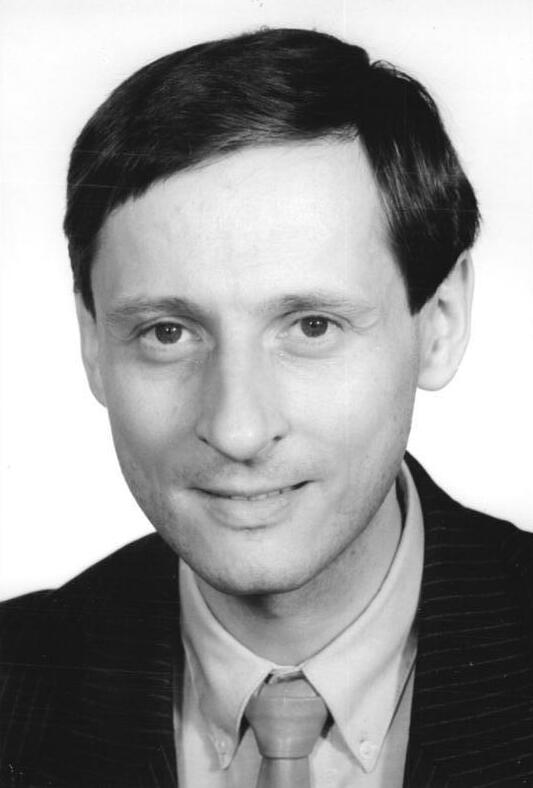
Kunert 1990

Wolfgang Kunert (* 29. April 1954 in Schwerin) ist ein deutscher Kinderarzt und ehemaliger Politiker (PDS).
Nach dem Schulbesuch in Schwerin studierte Kunert von 1972 bis 1977 an der Universität Rostock Medizin. Von 1978 bis 1982 absolvierte er eine Facharztausbildung zum Kinderarzt am Bezirkskrankenhaus Schwerin. Er wurde zum Dr. med. promoviert. Seit 1982 ist er als Kinderarzt tätig, zunächst am Bezirkskrankenhaus Schwerin, seit 1992 im niedersächsischen Fürstenau.
Als Spitzenkandidat der PDS im Bezirk Schwerin wurde Wolfgang Kunert am 18. März 1990 in die Volkskammer gewählt, der er bis zur Wiedervereinigung am 3. Oktober 1990 angehörte.